# Al Roges
Albert Andreu "Al" Roges (25 de octubre de 1930-23 de febrero de 2009) fue un jugador de baloncesto estadounidense que disputó dos temporadas en la NBA. Con 1,93 metros de estatura, jugaba en la posición de escolta.

## Trayectoria deportiva

### Universidad
Jugó en su etapa universitaria con los Blackbirds de la Universidad de Long Island, y también asistió a los Angeles Community College.

### Profesional
En 1953 fichó por los Baltimore Bullets, donde en su primera temporada promedió 8,5 puntos, 3,2 rebotes y 2,4 asistencias por partido.
Al año siguiente, tras 14 partidos disputados, la franquicia de los Bullets desapareció, realizándose un draft de dispersión en el cual fue elegido por los Fort Wayne Pistons, con los que acabó la temporada.

## Estadísticas de su carrera en la NBA

### Temporada regular
| Temporada | Edad | Equipo             | Liga | Pos. | P  | TIT | MIN  | TC  | TCA | %TC  | 3P | 3PA | %3P | TL  | TLA | %TL  | R.OF. | R.DEF. | REB | ASIS | ROB | TAP | PER | FP  | PTS |
| 1953-54   | 23   | Baltimore Bullets  | NBA  | SF   | 67 |     | 28.9 | 3.3 | 9.2 | .358 |    |     |     | 1.9 | 2.7 | .726 |       |        | 3.2 | 2.4  |     |     |     | 2.6 | 8.5 |
| 1954-55   | 24   | TOTAL              | NBA  |      | 17 |     | 11.8 | 1.4 | 3.6 | .377 |    |     |     | 0.9 | 1.4 | .625 |       |        | 1.4 | 1.1  |     |     |     | 1.2 | 3.6 |
| 1954-55   | 24   | Baltimore Bullets  | NBA  |      |    |     |      |     |     |      |    |     |     |     |     |      |       |        |     |      |     |     |     |     |     |
| 1954-55   | 24   | Fort Wayne Pistons | NBA  |      |    |     |      |     |     |      |    |     |     |     |     |      |       |        |     |      |     |     |     |     |     |
| Total     |      |                    | NBA  |      | 84 |     | 25.5 | 2.9 | 8.0 | .360 |    |     |     | 1.7 | 2.4 | .714 |       |        | 2.8 | 2.1  |     |     |     | 2.3 | 7.5 |